# Koh e Hindu (Farah)
Koh e Hindu (Berg der Hindu persisch کوه هندو; Sanskrit/Hindi हिंदू पहाड़; auch Koh-e Hindu) ist ein Berg im Distrikt Golestan bzw. Gulistan (persisch گلستان) der Provinz Farah.
In dieser Provinz befindet sich die Siedlung Qalah e Hindu (persisch قلعه هندو; Paschtu De Hendū Qaleh (د هندو قلعه)). Diese Siedlung liegt am Ende eines 671 m hohen Bergkammes, der südwestlich bis zu 1600 m hoch ist. Bei der Koordinate (32° 30' 51" (32.5142°) N, 61° 56' 36" (61.9433°) E) ist diese Stelle des Bergkammes mit dem Namen Kuh-e Bibicheh Baran 1629 m hoch.